# Heinrich von Keil
Heinrich Rudolf Vinzenz rytíř von Keil (15. ledna 1829 Opava – 1. února 1911 Vídeň) byl rakousko-uherský generál. V c. k. armádě sloužil od roku 1848, vyznamenal se během revolučních let 1848–1849 a v roce 1855 byl povýšen do šlechtického stavu. Jako vyšší důstojník později působil u ženistů na různých místech monarchie a uplatnil se i jako pedagog. V armádě nakonec dosáhl hodnosti polního podmaršála (1884) a svou kariéru završil jako divizní velitel v Banja Luce a Lublani. 

## Životopis

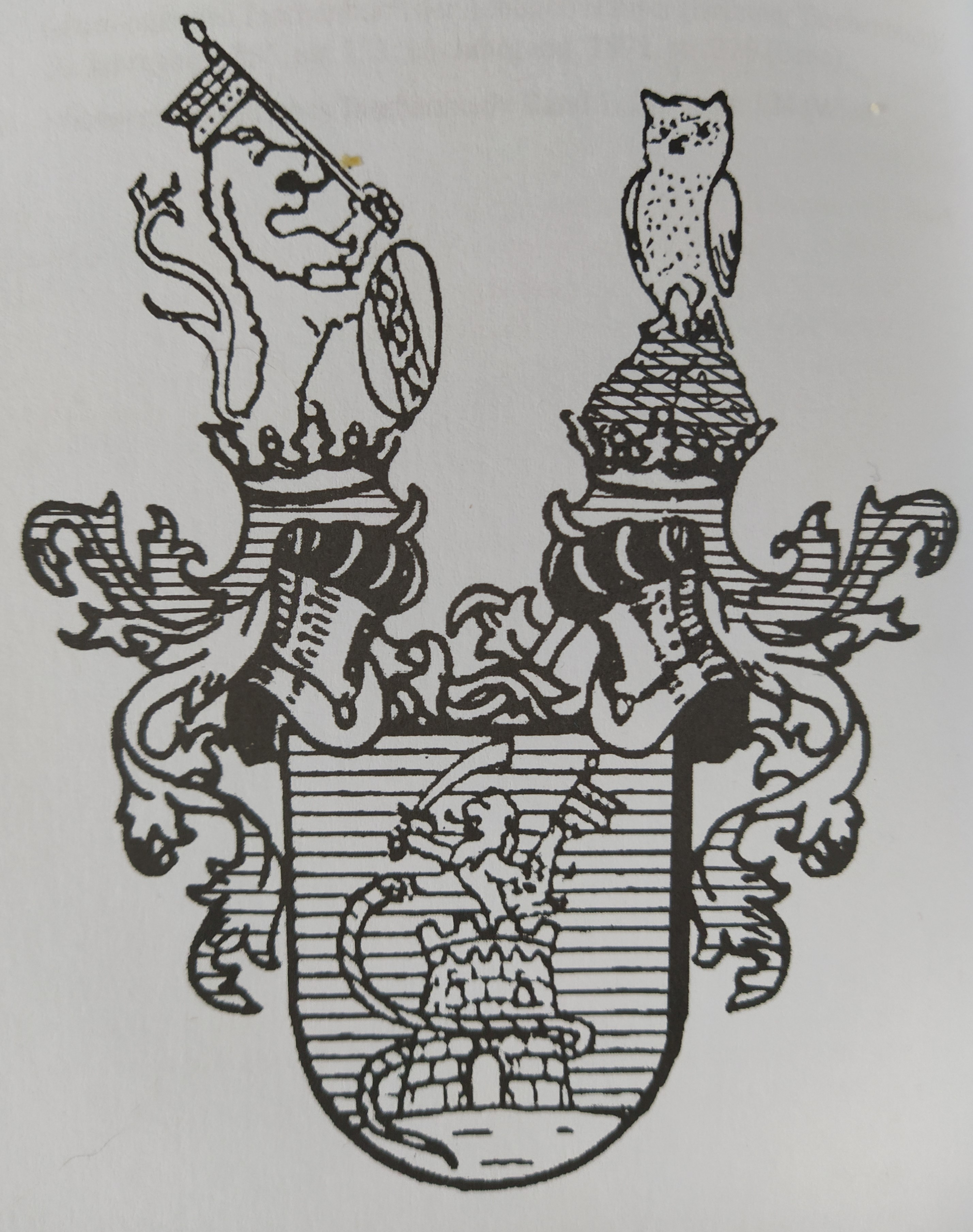
Erb Heinricha Keila při povýšení do stavu rytířů (1855)

Pocházel z rodiny, která v roce 1803 přesídlila z Ratiboře do Opavy a později v 19. století patřila k významným průmyslnickým klanům v oblasti kovoprůmyslu na Ostravsku. Narodil se jako nejmladší syn Vinzenze Keila (1778–1836), který jako první z rodiny začal podnikat v oboru zpracování železa. Heinrich vstoupil do armády v roce 1848 a již během revolučních let 1848–1849 se vyznamenal v bojích v Uhrách. V roce 1850 byl povýšen na nadporučíka a sloužil v Krakově, později byl v hodnosti kapitána přeložen jako štábní důstojník k námořnímu úřadu v Pule (1855). Později působil u velitelství spolkové pevnosti v Mohuči, několik strávil u posádky ve Znojmě a uplatnil se mimo jiné jako pedagog na Technické vojenské akademii ve Vídni. V hodnosti majora působil na ženijním odboru ministerstva války a nadále vedl kurzy pro ženijní důstojníky. V roce 1874 byl povýšen na plukovníka a stal se velitelem ženistů v Krakově.
V roce 1879 byl povýšen do hodnosti generálmajora a jmenován šéfem ženijního štábu u zemského velitelství ve Vídni, kde byl od roku 1881 velitelem 20. pěší brigády. K datu 1. května 1884 získal hodnost polního podmaršála a převzal velení 13. pěší divize v Banja Luce. Jako velitel 28. pěší divize byl v roce 1886 přeložen do Lublaně. K datu 1. května 1890 byl penzionován a od té doby žil v soukromí ve Vídni. 
Za zásluhy během revoluce 1848-1849 získal již ve dvaceti letech Řád železné koruny III. třídy a na základě řádových stanov byl v roce 1855 povýšen do šlechtického stavu s titulem rytíř. Za účast v prusko-rakouské válce se stal nositelem Vojenského záslužného kříže (1866). V zahraničí obdržel ruský Řád sv. Anny III. třídy s válečnou dekorací, dále byl komandérem italského Řádu koruny a velkodůstojníkem francouzského Řádu čestné legie.

## Rodina
Byl dvakrát ženatý, jeho první manželkou se v roce 1861 stala Georgina von Brentano (1842–1867), po ovdovění se podruhé oženil v roce 1871 s Hermínou Zimburgovou (1848–1925). Z prvního manželství pocházel syn Franz (1862–1945), který sloužil u c. k. námořnictva a za první světové války dosáhl hodnosti admirála. Dcera Luisa (*1866) byla manželkou generála Ludwiga Matuschky. Z druhého manželství se narodil syn Heinrich Anton (1872–1948), který sloužil v armádě a za první světové války dosáhl hodnosti podplukovníka.
Heinrichův starší bratr Julius (1820–1860) rozvinul rodinné podnikatelské aktivity na Opavsku a Ostravsku, v další generaci byli bratři Heinrich (1856–1914) a Viktor (1860–1923) za zásluhy v oblasti průmyslu povýšeni do šlechtického stavu.